# Sedum acre

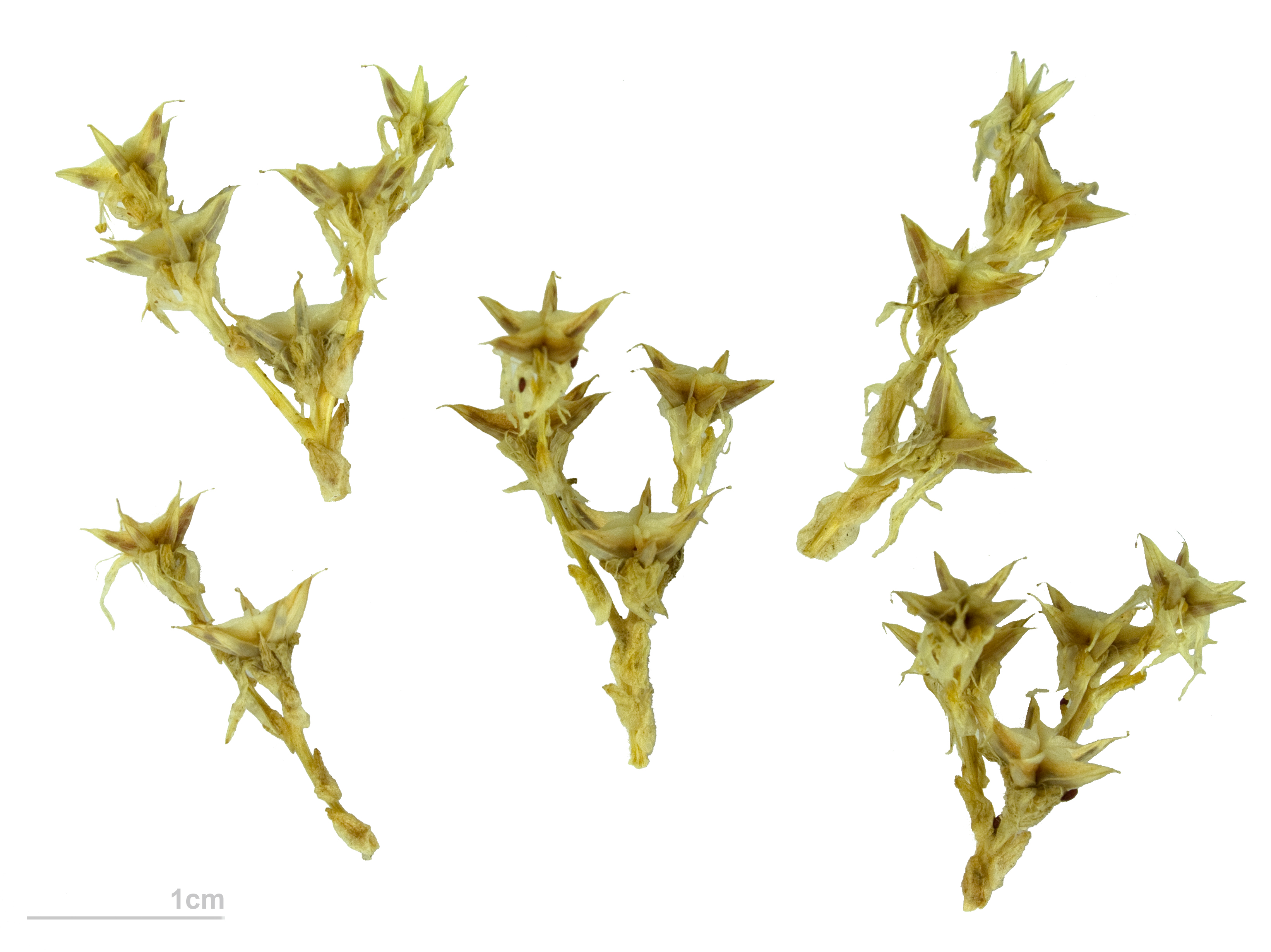
Sedum acre

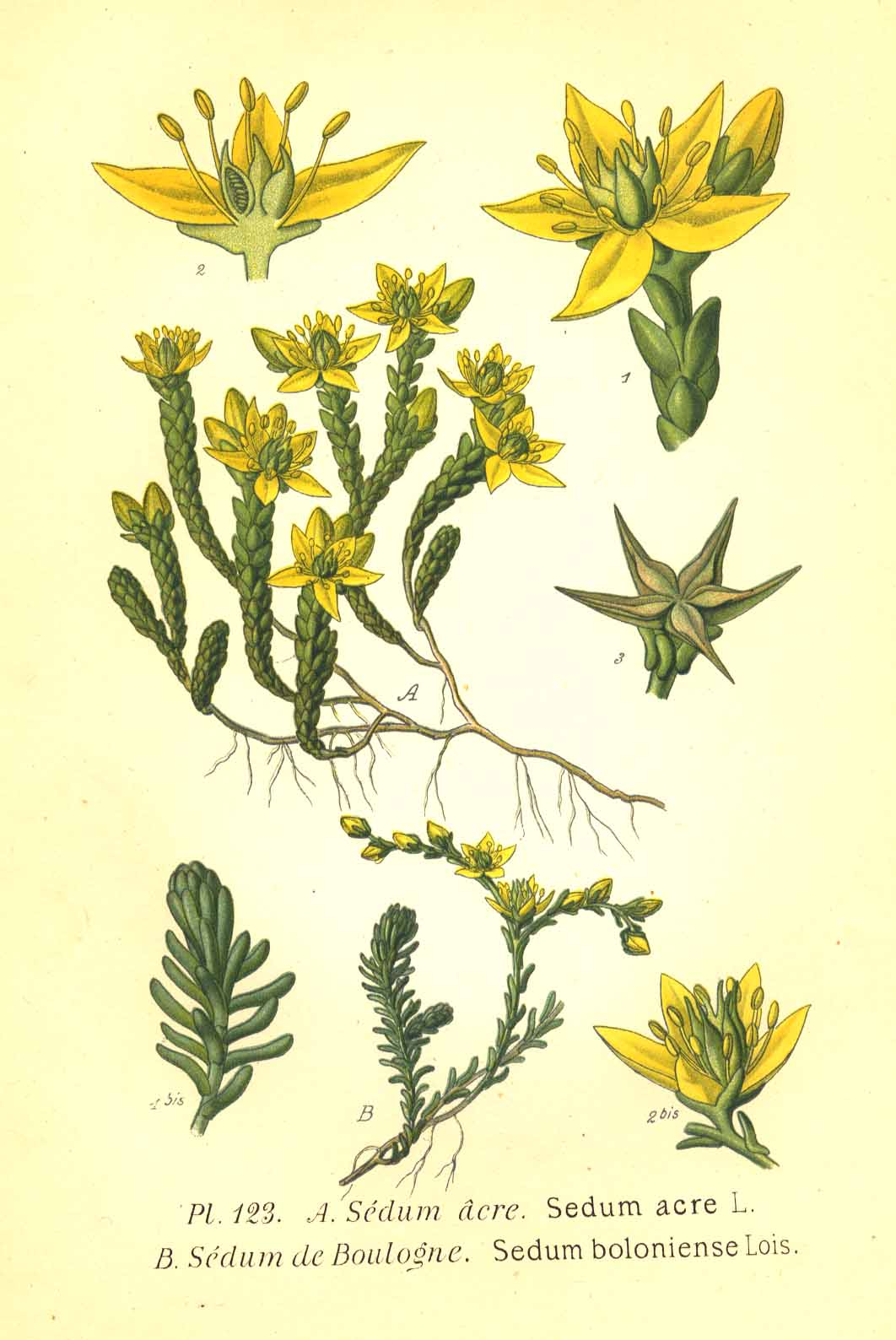
Ilustración

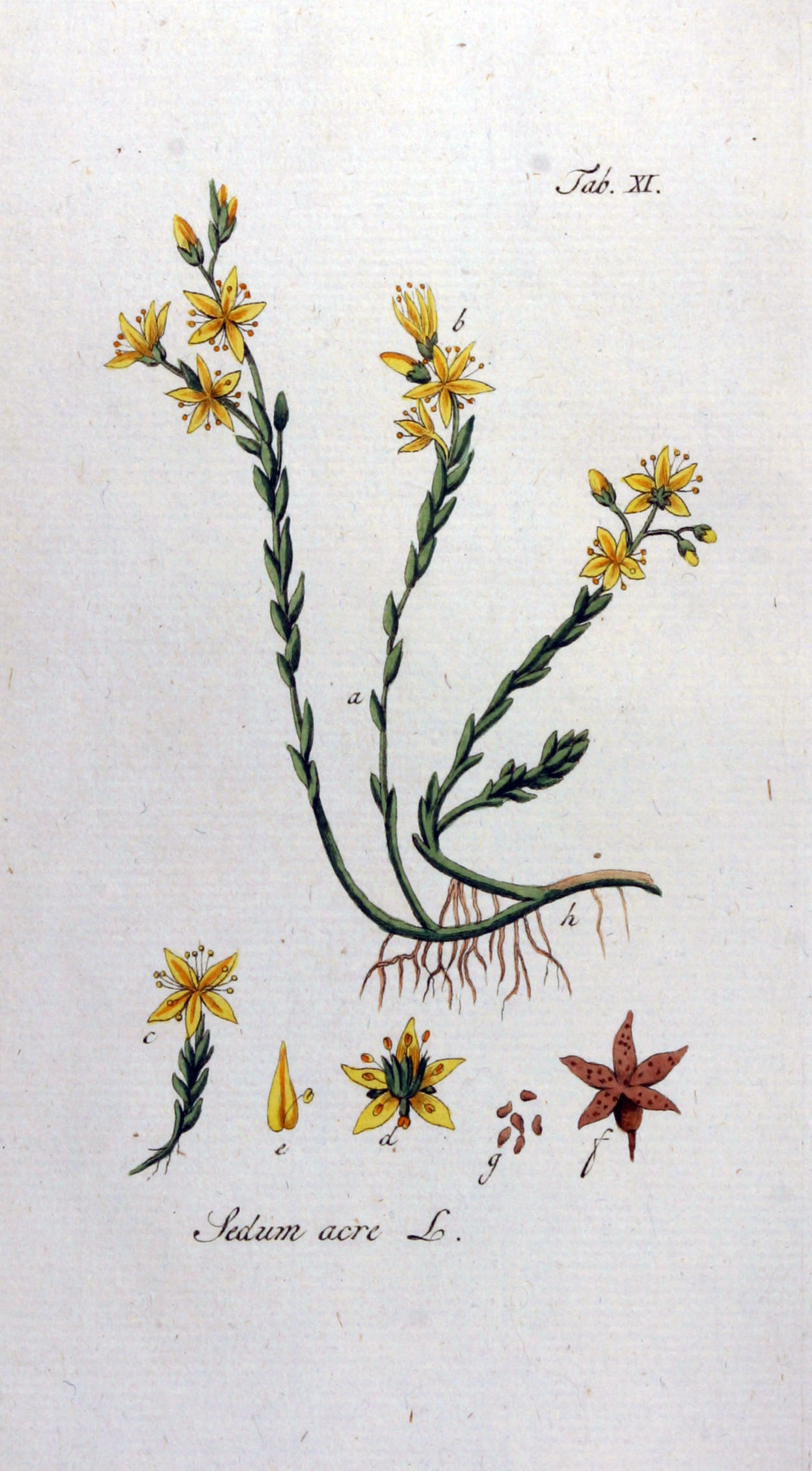
Ilustración

Sedum acre (pampajarito) es una pequeña planta suculenta perenne, de la familia de las crasuláceas. Tiene su origen en Europa donde crece en muros viejos, laderas y zonas rocosas cercanas de la costa. Como planta ornamental se cultiva en los jardines de las regiones con temperaturas templadas, especialmente en el Hemisferio Norte. 

## Características
Como todas las especies de este género, es una planta muy bien adaptada a la sequía, debido a la capacidad de almacenar agua en sus hojas. Es una planta herbácea, carnosa y perenne que forma tapices y que alcanza los 5-12 cm de altura. Tiene finas raicillas que penetran en las grietas pequeñas. Las hojas son carnosas, muy numerosas, sésiles y erectas. Tiene pedúnculos ergidos o rastreros que alcanzan los 8 cm de longitud. Las flores en forma de estrellas, con cinco sépalos y pétalos de color amarillo brillante, se agrupan en corimbos terminales. El fruto es un conjunto de folículos. Toda la planta tiene un sabor muy picante. Florece en mayo-junio.

## Propiedades
- Es tóxica y por vía interna produce vómitos, por lo que es muy poco utilizada.
- En forma de compresas se utilizó para el tratamiento depurativo en enfermedades cutáneas.
- Tiene acción contra la hipertonía, aunque es irritante y vesicante.
- En homeopatía se utiliza su tintura para tratar las hemorroides y las fisuras anales.
- Por su poder vesicante se recomienda en el tratamiento de verrugas y durezas de la piel.[1]

## Historia
Su nombre deriva de acre, por el áspero sabor de sus hojas. Culpeper no opinaba muy bien de esta planta, de la que decía: que sus cualidades eran opuestas a las de otras especies de Sedum y que era más apta para incrementar la inflamación que para evitarla, por lo que no debía ponerse en ningún ungüento ni en otro preparado medicinal.

## Taxonomía
Sedum acre fue descrita por Carlos Linneo y publicado en Species Plantarum 1: 229. 1753.
Citología
Número de cromosomas de Sedum acre (Fam. Crassulaceae) y táxones infraespecíficos:  2n=56.  2n=120. 2n=40
Etimología
Ver: Sedum
acre: epíteto latino que significa "acre", que se refiere al áspero sabor de sus hojas.
Sinonimia
- Sedum drucei Graebn.
- Sedum elrodii M.E.Jones
- Sedum glaciale Clarion ex DC.
- Sedum krajinae Domin
- Sedum minimum Nieuwl.
- Sedum neglectum Ten.
- Sedum procumbens Schrank
- Sedum robustum (Velen.) Domin
- Sedum wettsteinii Freyn
- Sedum zlatiborense Domin[6]

## Nombres comunes
- Castellano: amor del campo, arrocillo, arroz (2), espárragos de lagarto (2), matapollo, pampajarito (8), pan de cuco (8), pan de cucu, pan de maíz, pan de pájaro, pan y queso, pancuco, pimienta de muros (3), racimillo (3), racimo de moro, sedo acre (2), sedo menor, sedo picante (4), siempreviva, siempreviva acre, siempreviva menor (6), siempreviva picante (3), uga de gato, uva de gato, uva de pájaro, uvas de gato (11), uvas de perro, uvillas bordes, uña de gato (4), uñas de gato, vermicular, vermicular acre, vermicularia acre, yerba puntera. Las cifras entre paréntesis indican la frecuencia del vocablo en España.[7][8]